# Derby alla salvia
Il Derby alla salvia ((EN)  sage Derby) è un formaggio Derby inglese a pasta dura prodotto nel Derbyshire e aromatizzato alla salvia. Il colore verde del formaggio è dato infatti dal contenuto di salvia e altre erbe, come prezzemolo, spinaci e foglie di calendula, aggiunte in fase di lavorazione per ottenere l'effetto marmorizzato e il sapore leggermente mentato tipico del Derby alla salvia.

## Storia

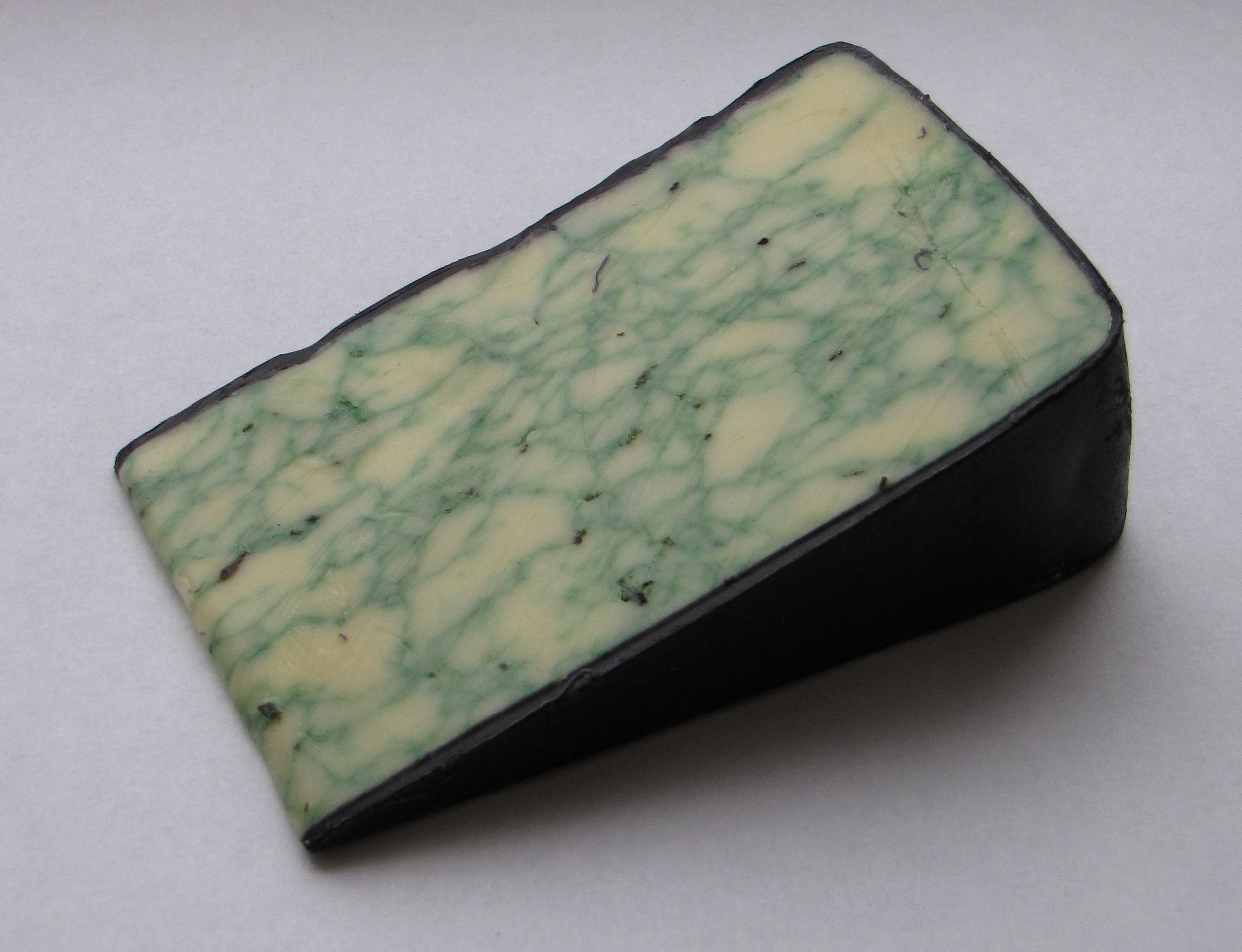
Sage Derby con crosta nera artificiale in cera.

Le prime produzioni di Derby alla salvia risalgono al diciassettesimo secolo in Inghilterra, quando veniva preparato solo durante le festività come il Natale, prima di diventare un prodotto disponibile tutto l'anno.